# Cassis tuberosa
Cassis tuberosa is een slakkensoort uit de familie Cassidae. De wetenschappelijke naam is gepubliceerd in 1758 door Linnaeus in de tiende editie van Systema naturae.